# Hydroporus contractulus
Hydroporus contractulus är en skalbaggsart som beskrevs av Mannerheim 1852. Hydroporus contractulus ingår i släktet Hydroporus och familjen dykare. Inga underarter finns listade i Catalogue of Life.